# Odón Moles
Odón Moles Villaseñor (Barcelona, 15 de julio de 1918 - Barcelona, 24 de noviembre de 1999) fue un psiquiatra y sacerdote católico español. Miembro del Opus Dei, comenzó la labor apostólica en Venezuela, donde fue el primer consiliario.

## Biografía
Nacido en Barcelona. Durante la guerra civil española estuvo destinado en la Sección Auxiliar Facultativa del Cuerpo de Sanidad Militar. Era doctor en medicina, en la especialidad de psiquiatría.
En 1946 mientras ejercía la psiquiatría en la ciudad condal pidió la admisión en el Opus Dei. Poco después se trasladó a Madrid, donde inició su tesis doctoral. En la capital de España residió en diversos centros del Opus Dei: Lagasca, Españoleto y Villanueva. En 1947 formó parte del primer Consejo General del Opus Dei como vicesecretario de san Rafael.
Defendió su tesis doctoral sobre los "Efectos electroencefalográficos de los transmisores químicos del sistema neurovegetativo" en la Universidad de Madrid, y se ordenó sacerdote en 1951. Al año siguiente se trasladó a Venezuela.

### Venezuela
En octubre de 1952 Odón Moles llegó a Venezuela, para comenzar la labor apostólica del Opus Dei allí, donde fue el primer vicario regional del Opus Dei. 
En 1959 regresó a España. En Barcelona fue capellán del Instituto de Estudios Superiores de la Empresa. Permaneció en la capital catalana hasta su fallecimiento el 24 de noviembre de 1999.